# Gunda (namn)

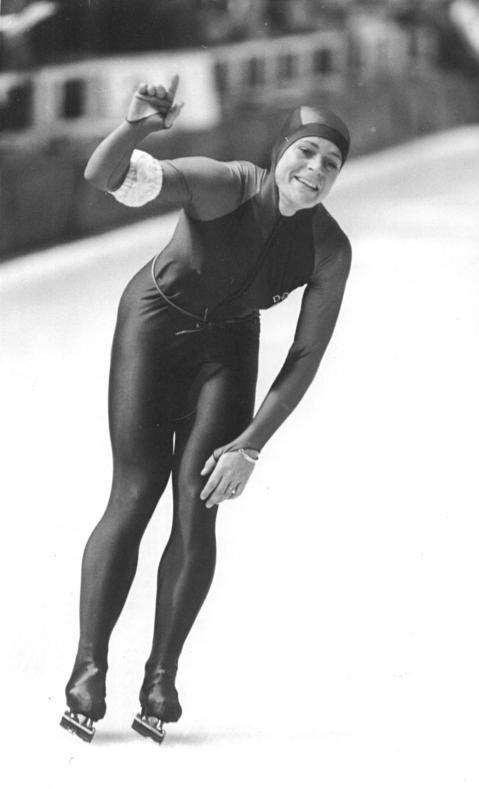
Gunda Niemann-Stirnemann.

Gunda är en svensk kortform av det tyska kvinnonamnet Kunigunda som betyder strid. Det äldsta belägget i Sverige är från år 1822.
Den 31 december 2014 fanns det totalt 522 kvinnor folkbokförda i Sverige med namnet Gunda, varav 323 bar det som tilltalsnamn.
Namnsdag: saknas (1986-1992: 9 september, 1993-2000: 10 juli)

## Personer med namnet Gunda
- Gunda Erikson, svensk konstnär
- Gunda Niemann-Stirnemann, tysk skridskoåkare